# AKB48+10!
AKB48+10!是在Enter371播出的综艺节目，自2007年10月2日至2009年9月5日期间播出。

## 概要
AKB48的常态冠名节目，是主要以teamB成员出演并进行各种企划的节目。

## 出演者
- AKB48（以B组为主）

## 播出日期·企划
| 期数 | 播出日期       | 内容 | 参加企划成员 | 其他出演成员                          |
| ---- | -------------- | --- | --- | ------------------------------------- |
| 1    | 2007年 10月2日 | Party开始了! | 井上奈瑠、浦野一美、 多田愛佳、柏木由紀、 片山陽加、菊地あやか、 早乙女美树、田名部生來、 仲川遥香、仲谷明香、 野口玲菜、平嶋夏海、 松岡由紀、米澤瑠美、 渡邊麻友            |                                       |
| 2    | 11月4日        | AKB成员变成忍者吧! 近距离接触teamB 公演「想见你」初日公演后台 「妳正在看著夕陽嗎」选拔成员发来的信息与评论              | 多田愛佳、柏木由紀、 片山陽加、菊地あやか 、 田名部生來、仲川遥香、 仲谷明香、野口玲菜、 平嶋夏海、渡邊麻友                                                                  |                                       |
| 3    | 12月2日        | 圣诞料理对决! 「秋之学园祭2007」in東京 「cosmo唤醒地球」 「clip!2月号」撮影風景                                         | 井上奈瑠、浦野一美、 多田愛佳、柏木由紀、 菊地あやか 、早乙女美树 松岡由紀、米澤瑠美、 渡邊麻友                                                                              |                                       |
| 4    | 2008年 1月1日  | 寻找老鼠啾! 向日葵组「電撃15年祭」演出 TDC晚会teamB 走台                                                                | 井上奈瑠、片山陽加、 柏木由紀、菊地あやか 、 田名部生來、仲川遥香、 仲谷明香、野口玲菜、 平嶋夏海、渡邊麻友                                                                  |                                       |
| 5    | 2月3日         | 体力年龄&脑年龄测定! | 多田愛佳、柏木由紀、 田名部生來、仲川遥香、 野口玲菜、平嶋夏海、 渡邊麻友 |                                       |
| 6    | 3月2日         | 冬之「新江之岛水族馆」&陶艺体验! 向日葵组参加花开企划活动 teamB 「想见你」公演千秋乐 teamB 「穿睡衣去兜风」公演練習風景 | 井上奈瑠、柏木由紀、 片山陽加、佐伯美香、 早乙女美树、仲川遥香、 平嶋夏海、米澤瑠美                                                                                          |                                       |
| 7    | 4月5日         | 如果AKB48是同班同学的话…                                                                                                | 井上奈瑠、浦野一美、 多田愛佳、柏木由紀、 片山陽加、菊地あやか 、 佐伯美香、早乙女美树、 田名部生來、仲川遥香、 仲谷明香、野口玲菜、 平嶋夏海、松岡由紀、 米澤瑠美、渡邊麻友 |                                       |
| 8    | 5月3日         | 席卷学校的戏剧化事件! 东京铁塔形象大使披露会                                                                            | 井上奈瑠、浦野一美、 多田愛佳、柏木由紀、 片山陽加、菊地あやか 、 佐伯美香、早乙女美树、 田名部生來、仲川遥香、 仲谷明香、野口玲菜、 平嶋夏海、松岡由紀、 米澤瑠美、渡邊麻友 | 秋元才加 折井あゆみ 中西里菜 宮澤佐江 |
| 9    | 6月2日         | teamB前去修学旅行 | 井上奈瑠、浦野一美、 多田愛佳、柏木由紀、 片山陽加、菊地あやか 、 佐伯美香、早乙女美树、 田名部生來、仲川遥香、 仲谷明香、野口玲菜、 平嶋夏海、松岡由紀、 米澤瑠美、渡邊麻友 |                                       |
| 10   | 7月5日         | 学校+社团活动+汗+泪+笑＝流水面线! docomo906i系列发售活动 AKB48怀旧时间套餐 最佳100 2008最终日休息室景象                 | 井上奈瑠、浦野一美、 多田愛佳、柏木由紀、 片山陽加、菊地あやか 、 佐伯美香、早乙女美树、 田名部生來、仲川遥香、 仲谷明香、野口玲菜、 平嶋夏海、松岡由紀、 米澤瑠美、渡邊麻友 |                                       |
| 11   | 8月2日         | 成员特技大公开 日本最大級海之家×TBS in Yuigahama 2008                                                                   | 井上奈瑠、浦野一美、 多田愛佳、柏木由紀、 片山陽加、菊地あやか 、 佐伯美香、早乙女美树、 田名部生來、仲川遥香、 仲谷明香、野口玲菜、 平嶋夏海、松岡由紀、 米澤瑠美、渡邊麻友 |                                       |
| 12   | 9月1日         | 之前也、今后也要… | 浦野一美、柏木由紀、 片山陽加、佐伯美香、 指原莉乃、仁藤萌乃、 野口玲菜、米澤瑠美                                                                                            |                                       |
| 13   | 10月1日        | 挑战声优工作!· GEISAI#11 都是女生的27小时电视                                                                           | 柏木由紀、片山陽加、 仲谷明香 |                                       |
| 14   | 11月2日        | 山之钻石! 大聲鑽石发售纪念AKB48 Special Live @UDX                                                                       | 柏木由紀、指原莉乃、 仲川遥香、仁藤萌乃、 野口玲菜、平嶋夏海 |                                       |
| 15   | 12月1日        | 圣诞特別企划 浜松町Green·Sound Festa                                                                                    | 柏木由紀、片山陽加、 佐伯美香、指原莉乃、 仲川遥香、野口玲菜、 平嶋夏海、米澤瑠美、 渡邊麻友                                                                                 |                                       |
| 16   | 2009年 1月3日  | 目标成为铁道少女!前往鉄道博物館! OXY CUP 足球锦标赛2008 NHK hall演唱会公开彩排 SKE48公演＠AKB48剧场                     | 多田愛佳、柏木由紀、 片山陽加、佐伯美香、 指原莉乃、佐藤夏希、 田名部生來、野口玲菜、 仁藤萌乃                                                                               |                                       |
| 17   | 2月2日         | 你的吻就像巧克力 2009年成人成员纪念摄影@神田明神                                                                        | 浦野一美、柏木由紀、 片山陽加、佐伯美香、 指原莉乃、仁藤萌乃、 野口玲菜 |                                       |
| 18   | 3月2日         | 与毕业季非常合衬的一条 走廊奔跑队出道纪念活动                                                                           | 柏木由紀、小原春香、 佐伯美香、指原莉乃、 中塚智實、仁藤萌乃 |                                       |
| 19   | 4月4日         | 去工厂参观学习吧 | 柏木由紀、佐伯美香、 指原莉乃、田名部生來、 中塚智實、米澤瑠美 |                                       |
| 20   | 5月2日         | 到动物王国去游玩 | 多田愛佳、片山陽加、 佐伯美香、指原莉乃、 仲谷明香、渡邊麻友 |                                       |
| 21   | 6月1日         | 虽然是平成生，可是却超喜欢昭和的东西(昭和怀旧商品博物館)                                                                | 片山陽加、指原莉乃、 仲川遥香、平嶋夏海 |                                       |
| 22   | 7月4日         | 相模湖休闲娱乐森林 挑战烤肉                                                                                             | 片山陽加、指原莉乃、 仲川遥香、中塚智實 仁藤萌乃、平嶋夏海 |                                       |
| 23   | 8月1日         | 由AKB48出题向SKE48挑战                                                                                                  | 柏木由紀、片山陽加、 新海里奈、高井つき奈、 仲川遥香、中塚智實、 平松可奈子、松下唯                                                                                          | SKE48                                 |
| 24   | 9月5日         | 实现TeamB成员各自希望在节目里做的单元                                                                                   | 浦野一美、多田愛佳、 柏木由紀、片山陽加、 指原莉乃、田名部生來、 仲川遥香、中塚智實、 仲谷明香、仁藤萌乃、 平嶋夏海、米澤瑠美、 渡邊麻友                                     |                                       |

## 相關节目
- 《AKBINGO!》
- 《AKB1/48》（接續節目）
- 《SKE48学园》（接續節目）